# Hệ thống quản lý chất lượng
Hệ thống quản lý chất lượng là hệ thống quản lý để định hướng và kiểm soát một tổ chức về mặt chất lượng. Có nhiều phương pháp xây dựng hệ thống quản lý chất lượng trong một tổ chức tùy theo quy mô, khả năng và tình trạng của tổ chức. Hiện nay nhiều tổ chức xây dựng hệ thống quản lý chất lượng dựa trên Bộ tiêu chuẩn ISO 9000.
Mục đích của hệ thống quản lý chất lượng là cung cấp sản phẩm/dịch vụ có chất lượng ổn định, cải tiến liên tục kết quả thực hiện và tăng cao khả năng đáp ứng yêu cầu của khách hàng.

## Các yếu tố của hệ thống quản lý chất lượng
1. Cơ cấu tổ chức
2. Trách nhiệm
3. Quản lý dữ liệu
4. Các quá trình/quy trình
5. Các nguồn lực - bao gồm tài nguyên thiên nhiên và nguồn nhân lực
6. Sự thỏa mãn của khách hàng
7. Cải tiến liên tục
8. Chất lượng sản phẩm
9. Bảo trì
10. Phát triển bền vững - bao gồm việc sử dụng nguồn lực có hiệu quả và có trách nhiệm với môi trường
11. Tính minh bạch và sự đánh giá độc lập
12. Hành động khắc phục và phòng ngừa
13. Các biểu đồ chất lượng
14. Quản lý sự thay đổi